# 岩手県道290号宮古山田線
岩手県道290号宮古山田線（いわてけんどう290ごう みやこやまだせん）は、岩手県宮古市と下閉伊郡山田町を結ぶ一般県道である。

## 概要
宮古市街地の混雑を避けて釜石市方面への最短経路を成す道路で、千徳 - 長沢折壁は岩手県道200号花輪千徳線と重複する。

### 路線データ
- 実延長 : 9,981.3 m[1]
- 起点：宮古市[1]（国道106号交点、岩手県道200号花輪千徳線終点）
- 終点：下閉井郡山田町[1]（国道45号交点）

## 歴史
- 1995年（平成7年）3月17日 - 岩手県道に認定される[1]。

## 路線状況

### 重複区間
- 岩手県道200号花輪千徳線：宮古市・起点 - 宮古市長沢字折壁

## 地理

### 交差する道路
- 国道106号（宮古市千徳、起点、岩手県道200号花輪千徳線終点）
  - 岩手県道277号宮古港線（宮古市田鎖、県道200号重複区間上）
- 岩手県道200号花輪千徳線（宮古市長沢字折壁）北緯39度36分7.8秒 東経141度53分33.5秒
- E45 三陸沿岸道路（山田宮古道路）山田北IC（下閉伊郡山田町豊間根）
- 国道45号（下閉井郡山田町豊間根、終点）

### 沿線の施設など
- 豊間根郵便局
- 三陸鉄道 リアス線 豊間根駅